# 삼합점 목록

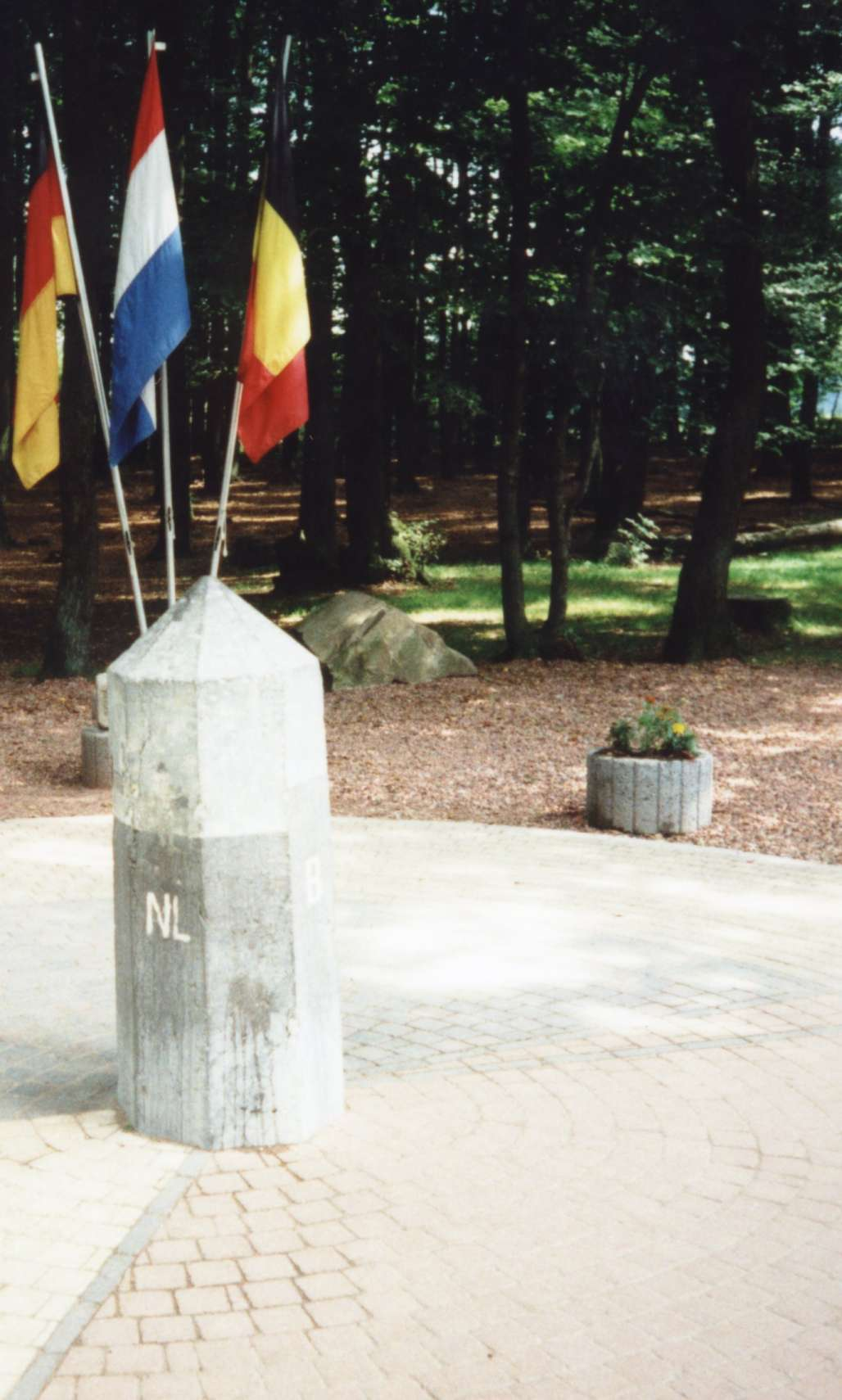
팔제르베르크 (독일/네덜란드/벨기에)

다음 목록은 전 세계에 있는 삼합점 목록이다.

## 아시아
| 번호 | 국가 1         | 국가 2                 | 국가 3         | 비고                                               |
| ---- | -------------- | ---------------------- | -------------- | -------------------------------------------------- |
| 1    | 네팔           | 인도                   | 중화인민공화국 | 3개국 간의 삼합점이 2개가 있다.                    |
| 2    | 라오스         | 미얀마                 | 중화인민공화국 |                                                    |
| 3    | 라오스         | 미얀마                 | 태국           |                                                    |
| 4    | 라오스         | 베트남                 | 중화인민공화국 |                                                    |
| 5    | 라오스         | 베트남                 | 캄보디아       |                                                    |
| 6    | 라오스         | 캄보디아               | 태국           |                                                    |
| 7    | 러시아         | 몽골                   | 중화인민공화국 | 3개국 간의 삼합점이 2개가 있다.                    |
| 8    | 러시아         | 아제르바이잔           | 조지아         | 이때 러시아는 유럽 지역에 속한다.                  |
| 9    | 러시아         | 조선민주주의인민공화국 | 중화인민공화국 |                                                    |
| 10   | 러시아         | 중화인민공화국         | 카자흐스탄     |                                                    |
| 11   | 레바논         | 시리아                 | 이스라엘       | 현재 시리아와 이스라엘 간의 국경은 비무장지대이다. |
| 12   | 미얀마         | 방글라데시             | 인도           |                                                    |
| 13   | 미얀마         | 인도                   | 중화인민공화국 |                                                    |
| 14   | 부탄           | 인도                   | 중화인민공화국 | 3개국 간의 삼합점이 2개가 있다.                    |
| 15   | 사우디아라비아 | 아랍에미리트           | 오만           |                                                    |
| 16   | 사우디아라비아 | 예멘                   | 오만           |                                                    |
| 17   | 사우디아라비아 | 요르단                 | 이라크         |                                                    |
| 18   | 사우디아라비아 | 이라크                 | 쿠웨이트       |                                                    |
| 19   | 시리아         | 요르단                 | 이라크         |                                                    |
| 20   | 시리아         | 요르단                 | 이스라엘       | 현재 시리아와 이스라엘 간의 국경은 비무장지대이다. |
| 21   | 시리아         | 이라크                 | 튀르키예       |                                                    |
| 22   | 아르메니아     | 아제르바이잔           | 이란           | 3개국 간의 삼합점이 2개가 있다.                    |
| 23   | 아르메니아     | 아제르바이잔           | 조지아         |                                                    |
| 24   | 아르메니아     | 아제르바이잔           | 튀르키예       |                                                    |
| 25   | 아르메니아     | 조지아                 | 튀르키예       |                                                    |
| 26   | 아제르바이잔   | 이란                   | 튀르키예       |                                                    |
| 27   | 아프가니스탄   | 우즈베키스탄           | 타지키스탄     |                                                    |
| 28   | 아프가니스탄   | 우즈베키스탄           | 투르크메니스탄 |                                                    |
| 29   | 아프가니스탄   | 이란                   | 투르크메니스탄 |                                                    |
| 30   | 아프가니스탄   | 이란                   | 파키스탄       |                                                    |
| 31   | 아프가니스탄   | 중화인민공화국         | 타지키스탄     |                                                    |
| 32   | 아프가니스탄   | 중화인민공화국         | 파키스탄       |                                                    |
| 33   | 요르단         | 이스라엘               | 팔레스타인     | 3개국 간의 삼합점이 2개가 있다.                    |
| 34   | 우즈베키스탄   | 카자흐스탄             | 키르기스스탄   |                                                    |
| 35   | 우즈베키스탄   | 카자흐스탄             | 투르크메니스탄 |                                                    |
| 36   | 우즈베키스탄   | 키르기스스탄           | 타지키스탄     |                                                    |
| 37   | 이라크         | 이란                   | 튀르키예       |                                                    |
| 38   | 이스라엘       | 이집트                 | 팔레스타인     |                                                    |
| 39   | 인도           | 중화인민공화국         | 파키스탄       | 삼합점 위치는 카슈미르 지역이다.                   |
| 40   | 중화인민공화국 | 카자흐스탄             | 키르기스스탄   |                                                    |
| 41   | 중화인민공화국 | 키르기스스탄           | 타지키스탄     |                                                    |

## 유럽
| 번호 | 국가 1                | 국가 2                | 국가 3     | 비고                            |
| ---- | --------------------- | --------------------- | ---------- | ------------------------------- |
| 1    | 그리스                | 북마케도니아          | 불가리아   |                                 |
| 2    | 그리스                | 북마케도니아          | 알바니아   |                                 |
| 3    | 그리스                | 불가리아              | 튀르키예   |                                 |
| 4    | 네덜란드              | 독일                  | 벨기에     |                                 |
| 5    | 노르웨이              | 러시아                | 핀란드     |                                 |
| 6    | 노르웨이              | 스웨덴                | 핀란드     |                                 |
| 7    | 독일                  | 룩셈부르크            | 벨기에     |                                 |
| 8    | 독일                  | 룩셈부르크            | 프랑스     |                                 |
| 9    | 독일                  | 스위스                | 오스트리아 |                                 |
| 10   | 독일                  | 스위스                | 프랑스     |                                 |
| 11   | 독일                  | 오스트리아            | 체코       |                                 |
| 12   | 독일                  | 체코                  | 폴란드     |                                 |
| 13   | 라트비아              | 러시아                | 벨라루스   |                                 |
| 14   | 라트비아              | 러시아                | 에스토니아 |                                 |
| 15   | 라트비아              | 리투아니아            | 벨라루스   |                                 |
| 16   | 러시아                | 리투아니아            | 폴란드     |                                 |
| 17   | 러시아                | 벨라루스              | 우크라이나 |                                 |
| 18   | 루마니아              | 몰도바                | 우크라이나 | 3개국 간의 삼합점이 2개가 있다. |
| 19   | 루마니아              | 불가리아              | 세르비아   |                                 |
| 20   | 루마니아              | 세르비아              | 헝가리     |                                 |
| 21   | 루마니아              | 우크라이나            | 헝가리     |                                 |
| 22   | 리투아니아            | 벨라루스              | 폴란드     |                                 |
| 23   | 리히텐슈타인          | 스위스                | 오스트리아 | 3개국 간의 삼합점이 2개가 있다. |
| 24   | 룩셈부르크            | 벨기에                | 프랑스     |                                 |
| 25   | 몬테네그로            | 보스니아 헤르체고비나 | 세르비아   |                                 |
| 26   | 몬테네그로            | 보스니아 헤르체고비나 | 크로아티아 |                                 |
| 27   | 몬테네그로            | 세르비아              | 코소보     |                                 |
| 28   | 몬테네그로            | 알바니아              | 코소보     |                                 |
| 29   | 벨라루스              | 우크라이나            | 폴란드     |                                 |
| 30   | 보스니아 헤르체고비나 | 세르비아              | 크로아티아 |                                 |
| 31   | 북마케도니아          | 불가리아              | 세르비아   |                                 |
| 32   | 북마케도니아          | 세르비아              | 코소보     |                                 |
| 33   | 북마케도니아          | 알바니아              | 코소보     |                                 |
| 34   | 세르비아              | 크로아티아            | 헝가리     |                                 |
| 35   | 스위스                | 오스트리아            | 이탈리아   |                                 |
| 36   | 스위스                | 이탈리아              | 프랑스     |                                 |
| 37   | 스페인                | 안도라                | 프랑스     | 3개국 간의 삼합점이 2개가 있다. |
| 38   | 슬로바키아            | 오스트리아            | 체코       |                                 |
| 39   | 슬로바키아            | 오스트리아            | 헝가리     |                                 |
| 40   | 슬로바키아            | 우크라이나            | 폴란드     |                                 |
| 41   | 슬로바키아            | 우크라이나            | 헝가리     |                                 |
| 42   | 슬로바키아            | 체코                  | 폴란드     |                                 |
| 43   | 슬로베니아            | 오스트리아            | 이탈리아   |                                 |
| 44   | 슬로베니아            | 오스트리아            | 헝가리     |                                 |
| 45   | 슬로베니아            | 크로아티아            | 헝가리     |                                 |

## 아메리카
| 번호 | 국가 1     | 국가 2     | 국가 3          | 비고 |
| ---- | ---------- | ---------- | --------------- | ---- |
| 1    | 가이아나   | 베네수엘라 | 브라질          |      |
| 2    | 가이아나   | 브라질     | 수리남          |      |
| 3    | 과테말라   | 멕시코     | 벨리즈          |      |
| 4    | 과테말라   | 엘살바도르 | 온두라스        |      |
| 5    | 베네수엘라 | 브라질     | 콜롬비아        |      |
| 6    | 볼리비아   | 브라질     | 파라과이        |      |
| 7    | 볼리비아   | 브라질     | 페루            |      |
| 8    | 볼리비아   | 아르헨티나 | 칠레            |      |
| 9    | 볼리비아   | 아르헨티나 | 파라과이        |      |
| 10   | 볼리비아   | 칠레       | 페루            |      |
| 11   | 브라질     | 수리남     | 프랑스령 기아나 |      |
| 12   | 브라질     | 아르헨티나 | 우루과이        |      |
| 13   | 브라질     | 아르헨티나 | 파라과이        |      |
| 14   | 브라질     | 콜롬비아   | 페루            |      |
| 15   | 에콰도르   | 콜롬비아   | 페루            |      |

## 아프리카
| 번호 | 국가 1              | 국가 2              | 국가 3              | 비고                            |
| ---- | ------------------- | ------------------- | ------------------- | ------------------------------- |
| 1    | 가나                | 부르키나파소        | 코트디부아르        |                                 |
| 2    | 가나                | 부르키나파소        | 토고                |                                 |
| 3    | 가봉                | 적도 기니           | 카메룬              |                                 |
| 4    | 가봉                | 카메룬              | 콩고 공화국         |                                 |
| 5    | 기니                | 기니비사우          | 세네갈              |                                 |
| 6    | 기니                | 라이베리아          | 시에라리온          |                                 |
| 7    | 기니                | 라이베리아          | 코트디부아르        |                                 |
| 8    | 기니                | 말리                | 세네갈              |                                 |
| 9    | 기니                | 말리                | 코트디부아르        |                                 |
| 10   | 나미비아            | 남아프리카 공화국   | 보츠와나            |                                 |
| 11   | 나미비아            | 보츠와나            | 잠비아              |                                 |
| 12   | 나미비아            | 앙골라              | 잠비아              |                                 |
| 13   | 나이지리아          | 니제르              | 베냉                |                                 |
| 14   | 나이지리아          | 니제르              | 차드                |                                 |
| 15   | 나이지리아          | 차드                | 카메룬              |                                 |
| 16   | 남수단              | 수단                | 에티오피아          |                                 |
| 17   | 남수단              | 수단                | 중앙아프리카 공화국 |                                 |
| 18   | 남수단              | 에티오피아          | 케냐                |                                 |
| 19   | 남수단              | 우간다              | 케냐                |                                 |
| 20   | 남수단              | 우간다              | 콩고 민주 공화국    |                                 |
| 21   | 남수단              | 중앙아프리카 공화국 | 콩고 민주 공화국    |                                 |
| 22   | 남아프리카 공화국   | 모잠비크            | 에스와티니          | 3개국 간의 삼합점이 2개가 있다. |
| 23   | 남아프리카 공화국   | 모잠비크            | 짐바브웨            |                                 |
| 24   | 남아프리카 공화국   | 보츠와나            | 짐바브웨            |                                 |
| 25   | 니제르              | 리비아              | 알제리              |                                 |
| 26   | 니제르              | 리비아              | 차드                |                                 |
| 27   | 니제르              | 말리                | 부르키나파소        |                                 |
| 28   | 니제르              | 말리                | 알제리              |                                 |
| 29   | 니제르              | 베냉                | 부르키나파소        |                                 |
| 30   | 르완다              | 부룬디              | 콩고 민주 공화국    |                                 |
| 31   | 르완다              | 부룬디              | 탄자니아            |                                 |
| 32   | 르완다              | 우간다              | 콩고 민주 공화국    |                                 |
| 33   | 르완다              | 우간다              | 탄자니아            |                                 |
| 34   | 리비아              | 수단                | 이집트              |                                 |
| 35   | 리비아              | 수단                | 차드                |                                 |
| 36   | 리비아              | 알제리              | 튀니지              |                                 |
| 37   | 말라위              | 모잠비크            | 잠비아              |                                 |
| 38   | 말라위              | 모잠비크            | 탄자니아            |                                 |
| 39   | 말라위              | 잠비아              | 탄자니아            |                                 |
| 40   | 말리                | 모리타니            | 세네갈              |                                 |
| 41   | 말리                | 모리타니            | 알제리              |                                 |
| 42   | 말리                | 부르키나파소        | 코트디부아르        |                                 |
| 43   | 모로코              | 서사하라            | 알제리              |                                 |
| 44   | 모리타니            | 서사하라            | 알제리              |                                 |
| 45   | 모잠비크            | 잠비아              | 짐바브웨            |                                 |
| 46   | 베냉                | 부르키나파소        | 토고                |                                 |
| 47   | 보츠와나            | 잠비아              | 짐바브웨            |                                 |
| 48   | 부룬디              | 콩고 민주 공화국    | 탄자니아            |                                 |
| 49   | 소말리아            | 에티오피아          | 지부티              |                                 |
| 50   | 소말리아            | 에티오피아          | 케냐                |                                 |
| 51   | 수단                | 에리트레아          | 에티오피아          |                                 |
| 52   | 수단                | 중앙아프리카 공화국 | 차드                |                                 |
| 53   | 앙골라              | 잠비아              | 콩고 민주 공화국    |                                 |
| 54   | 앙골라              | 콩고 공화국         | 콩고 민주 공화국    |                                 |
| 55   | 에리트레아          | 에티오피아          | 지부티              |                                 |
| 56   | 우간다              | 케냐                | 탄자니아            |                                 |
| 57   | 잠비아              | 콩고 민주 공화국    | 탄자니아            |                                 |
| 58   | 중앙아프리카 공화국 | 차드                | 카메룬              |                                 |
| 59   | 중앙아프리카 공화국 | 카메룬              | 콩고 공화국         |                                 |
| 60   | 중앙아프리카 공화국 | 콩고 공화국         | 콩고 민주 공화국    |                                 |

## 국가별 삼합점 수
16개
- 중국

10개
- 러시아

9개
- 브라질
- 오스트리아
- 콩고 민주 공화국

8개
- 세르비아
- 잠비아

7개
- 니제르
- 독일
- 말리
- 우크라이나
- 인도
- 탄자니아
- 헝가리

6개
- 남수단
- 모잠비크
- 부르키나파소
- 수단
- 아프가니스탄
- 알제리
- 에티오피아
- 이란
- 중앙아프리카 공화국
- 차드
- 폴란드
- 프랑스

5개
- 기니
- 남아프리카 공화국
- 라오스
- 루마니아
- 리비아
- 벨라루스
- 볼리비아
- 북마케도니아
- 슬로바키아
- 아르메니아
- 아제르바이잔
- 요르단
- 우간다
- 우즈베키스탄
- 이라크
- 카메룬
- 튀르키예

4개
- 르완다
- 몬테네그로
- 미얀마
- 보츠와나
- 불가리아
- 사우디아라비아
- 스위스
- 시리아
- 아르헨티나
- 이스라엘
- 짐바브웨
- 체코
- 카자흐스탄
- 케냐
- 코소보
- 코트디부아르
- 콩고 공화국
- 크로아티아
- 키르기스스탄
- 타지키스탄
- 페루

3개
- 그리스
- 나미비아
- 나이지리아
- 라트비아
- 룩셈부르크
- 리투아니아
- 말라위
- 모리타니
- 베냉
- 벨기에
- 보스니아 헤르체고비나
- 부룬디
- 세네갈
- 슬로베니아
- 알바니아
- 앙골라
- 이탈리아
- 조지아
- 콜롬비아
- 투르크메니스탄
- 파라과이
- 파키스탄
- 팔레스타인

2개
- 가나
- 가봉
- 가이아나
- 과테말라
- 네팔
- 노르웨이
- 라이베리아
- 리히텐슈타인
- 몰도바
- 몽골
- 베네수엘라
- 베트남
- 부탄
- 서사하라
- 소말리아
- 수리남
- 스페인
- 안도라
- 에리트레아
- 에스와티니
- 이집트
- 지부티
- 칠레
- 캄보디아
- 태국
- 토고
- 핀란드

1개
- 기니비사우
- 네덜란드
- 레바논
- 멕시코
- 모로코
- 방글라데시
- 벨리즈
- 스웨덴
- 시에라리온
- 아랍에미리트
- 에스토니아
- 에콰도르
- 엘살바도르
- 예멘
- 오만
- 온두라스
- 우루과이
- 적도 기니
- 조선민주주의인민공화국
- 쿠웨이트
- 튀니지
- 프랑스령 기아나

## 삼합점을 가지고 있지 않는 나라
아시아
- 대한민국
- 동티모르
- 말레이시아
- 몰디브
- 바레인
- 북키프로스
- 브루나이
- 스리랑카
- 싱가포르
- 인도네시아
- 일본
- 카타르
- 키프로스
- 필리핀

유럽
- 덴마크
- 모나코
- 몰타
- 바티칸 시국
- 산마리노
- 아이슬란드
- 아일랜드
- 영국
- 올란드 제도
- 지브롤터
- 페로 제도
- 포르투갈

아메리카
- 과들루프
- 그레나다
- 니카라과
- 도미니카 공화국
- 도미니카 연방
- 마르티니크
- 미국
- 미국령 버진아일랜드
- 바베이도스
- 바하마
- 버뮤다
- 벨리즈
- 사우스조지아 사우스샌드위치 제도
- 생마르탱
- 생바르텔레미
- 생피에르 미클롱
- 세인트루시아
- 세인트빈센트 그레나딘
- 세인트키츠 네비스
- 신트마르턴
- 아루바
- 아이티
- 앤티가 바부다
- 앵귈라
- 영국령 버진아일랜드
- 자메이카
- 캐나다
- 케이맨 제도
- 코스타리카
- 쿠바
- 퀴라소
- 터크스 케이커스 제도
- 트리니다드 토바고
- 파나마
- 포클랜드 제도
- 푸에르토리코

아프리카
- 감비아
- 레소토
- 레위니옹
- 마다가스카르
- 마요트
- 모리셔스
- 상투메 프린시페
- 세이셸
- 카보베르데
- 코모로

오세아니아
- 오세아니아는 전부 섬으로 이루어졌기 때문에 삼합점이 없다.

## 같이 보기
- 미국의 삼합점·사합점 목록